# Paolo Selvadagi
Paolo Selvadagi (ur. 12 lipca 1946 w Rzymie) – włoski duchowny katolicki, biskup pomocniczy diecezji rzymskiej w latach 2013-2022.

## Życiorys

### Ptezbiterat
Święcenia kapłańskie otrzymał 8 grudnia 1972 i został inkardynowany do diecezji rzymskiej. Przez wiele lat pracował w rzymskim niższym seminarium duchownym, a w latach 1984-2009 pełnił funkcję jego rektora. W 2009 objął probostwo w parafii pw. św. Jana Chryzostoma, a trzy lata później w parafii pw. Narodzenia Pańskiego.

### Episkopat
14 czerwca 2013 papież Franciszek mianował go biskupem pomocniczym diecezji rzymskiej, ze stolicą tytularną Salapia. Sakry biskupiej udzielił mu 7 września 2013 wikariusz generalny diecezji rzymskiej - kardynał Agostino Vallini. 9 września 2022 papież Franciszek przyjął jego rezygnację z funkcji biskupa pomocniczego diecezji rzymskiej.